# ロワイ・モンドリ
ロワイ・モンドリ（Lloyd Mondory、1982年4月26日 - ）は、フランス、シャラント県コニャック出身の自転車競技（ロードレース）選手。

## 来歴
2003年
- クレズ・ブレズ・エリート 総合優勝

2004年、AG2R・プレヴォワイアンス（現 AG2R・ラ・モンディアル）と契約を結びプロ転向。
2006年
- クープ・ド・フランス 総合優勝

2007年
- ジロ・デ・イタリア初出場、総合108位。

2008年
- ティレーノ〜アドリアティコ 山岳賞
- グロサー・プライス・デス・カントン・アールガウ 優勝
- ブエルタ・ア・エスパーニャ初出場、総合120位。

2009年
- ツール・ド・フランス初出場、総合133位

2011年
- ヘント〜ウェヴェルヘム 5位
- ツール・ド・スイス　スプリント賞

## 人物
- 父親はアマチュア選手、叔父はパラリンピックでメダルを２つ獲得しているという自転車一家出身。